# 阿拉斯加太平洋大学
阿拉斯加太平洋大学 (英語：Alaska Pacific University) 是一所位于美国阿拉斯加州安克雷奇的私立文理大学。

## 历史

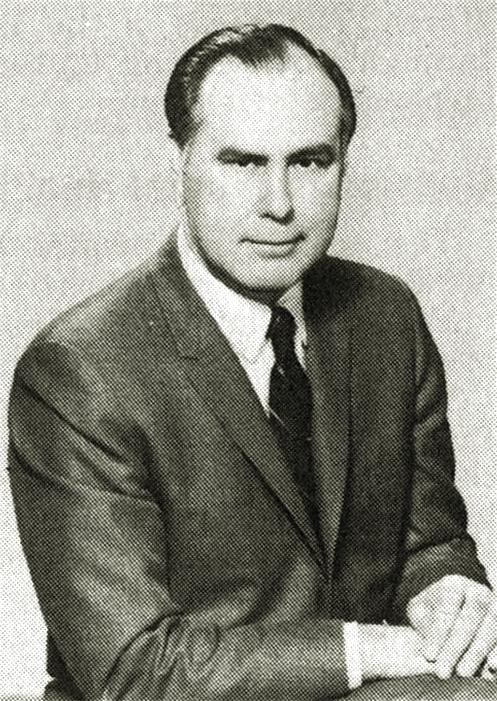
首任校长

1957年由一名阿留申人Peter Gordon Gould创建，最初叫阿拉斯加卫理公会大学。1978年11月改为现在的名字。